# Chromatomyia ramosa
Chromatomyia ramosa är en tvåvingeart som först beskrevs av Friedrich Georg Hendel 1923.  Chromatomyia ramosa ingår i släktet Chromatomyia, och familjen minerarflugor. Arten är reproducerande i Sverige.